# (480003) 2014 KY85
(480003) KY85 es un asteroide perteneciente al cinturón de asteroides descubierto el 19 de junio de 2009 por Spacewatch desde el Observatorio Nacional de Kitt Peak, Arizona, Estados Unidos.

## Designación y nombre
Designado proviisonalmente como 2014 KY85, no ha recibido nombre todavía. 

## Características orbitales
2014 KY85 está situado a una distancia media de 3,126 ua, pudiendo alejarse un máximo de 3,69 ua y acercarse un máximo de 2,562 ua. Tiene una excentricidad de 0,18. 

## Características físicas
Este asteroide tiene una magnitud absoluta de 15,8.